# Karaoke
Karaoke (カラオケ, z japonského kara - prázdný a ōkesutora - orchestr) je forma zábavy, kde amatérský zpěvák zpívá do hudebního základu. Skladby jsou většinou známé populární písně, ze kterých je částečně nebo úplně odstraněn hlas původního interpreta. Slova písně jsou zobrazována na obrazovce či plátně. Bývají často animovaná nebo mění svou barvu v závislosti na právě hrané části. Pomáhají tak zpěvákovi udržet správný rytmus.. Princip karaoke využívají také pořady v TV (Doremi, případně Carusoshow).
Jako zdroj karaoke lze použít midi soubory s vepsaným textem. Nevýhodou midi skladeb je nutné kvalitní hardwarové vybavení (zvuková banka), aby skladba slušně zněla.
Dále je možné sehnat skladby ve video formátu (avi, mpeg, dvd-video). Pro ně stačí použít běžný přehrávač videa v PC.
Nejčastější jsou však DVD, v minulosti Video CD a v anglicky či španělsky mluvících zemích a Asii hlavně CDG (dá se pouštět jako normální CD, ale text je vidět jen na speciálních přehrávačích). V minulosti byly populární laser disky.
Pro přehrávání karaoke souborů v PC, lze použít například software VirtualDj.

## Historie
Karaoke bylo vynalezeno bubeníkem Daisukem Inouem v Kóbe v roce 1971. Patent si však nikdy nepodal a vystavil se tím mnoha pozdějším patentovým sporům.

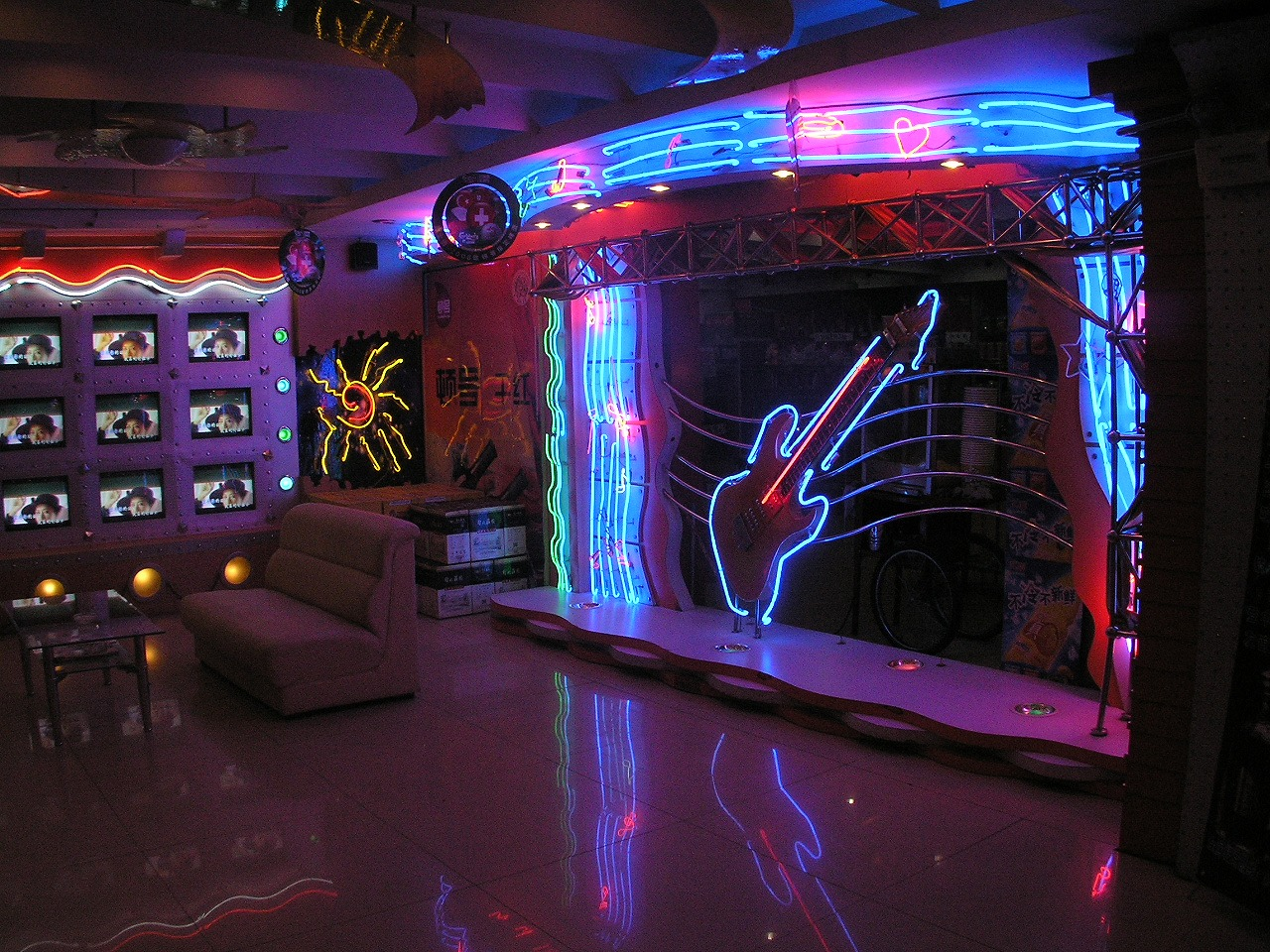
Karaoke bar v Číně

První karaoke automaty se objevily na počátku 70. let 20. století v Japonsku, kde se karaoke bary vyskytují převážně ve formě zvukově izolovaných soukromých boxů, kde se mohou hosté "odvázat" a nikdo kromě jejich přátel je při tom nevidí a neslyší. Karaoke bary a automaty se uchytily záhy i v Číně a na Tchaj-wanu. Později tento druh převážně noční barové zábavy expandoval do celého světa, takže jde o jeden z nejznámějších japonských kulturních artiklů vůbec.
V euroamerické kultuře je poskytována pod pojmem karaoke odlišná služba než v Japonsku. Například v ČR jde o hospody, bary, herny, které poskytují možnost zpívat před celým podnikem (jako v TV pořadech Doremi, Caruso show, aj.).
V současnosti je karaoke také hodně populární jako zábava doma v obýváku v nejužším rodinném kruhu nebo jako součást svatebních, firemních či rodinných oslav, kdy karaoke supluje klasickou hudební produkci. Na specializovaných webech s karaoke DVD nosiči si zájemci o karaoke nakoupí již hotová karaoke DVD a nebo si poskládají svůj vlastní playlist. Hitem roku 2016 se pak stává prodej on-line karaoke klipů, kdy zábava s karaoke se soustředí u počítače a karaoke klipy se nakupují on-line.